# Забуяння
Забуя́ння — село Макарівської селищної громади Бучанського району Київської області. Розташоване за 20 км від центру громади та за 70 км на північний захід від обласного центру. Найближча залізнична станція Буян — за 2 км. Площа населеного пункту — 327 га. Кількість населення — 590 осіб, дворів — 464. День села — 14 жовтня.

## Географія
Село розташоване на правому березі річки Гульва, правої притоки Кодри.

## Історія
У протесті греко-католицького митрополита Рутського 1616 року зазначено, що Миколай Макаревич силою відібрав від кафедри маєтність Ніжиловичі та на висілку Буяницях заселяє нове сільце. 1619 року болото Буян і село Забуян-болото згадано як власність Макаревичів.
У краєзнавчих матеріалах Л. Похилевича зазначено таке: 
| «Село Забуяння розташоване за 20 верст від м. Макарів на північному заході, серед великих лісів, при болоті названому Буян, яке в минулому було широким озером, що також мало назву Буян. Болото це збирає воду з околишніх лісів і струмка Гульви та починається за с. Ніжиловичі, має ширину при Забуянні 1 версту, довжина цього болота до 10 верст. Вода з його стікає у річку Кодру. Селище лежить на північній стороні болота; населено переселенцями з південної, або радомишльської сторони. Жителів проживає (разом с. Кодрою дані на 1887 рік) православних 470, греко-католиків 212, євреїв 55. У протесті греко-католицького митрополита Рутського за 1616 рік згадується, що Микола Макарович, батько Христофора, насильно відняв від кафедри маєток Ніжиловичи (Межиловичи) і на Висильці Буяніцах для себе заселяє село виведеними людьми. У наслідку село, що утворилося, перебувало у складі Макарівського маєтку». Забуяння з Кодрою та Будою та Соболівкою було куплене С. Т. Єремеєвим. В селі є дрібний власник селянин Аврамчук, який купив 71 десятину землі». |
У 1875 р. Забуяння почало дробитися. Частина людей поселилася в Кодрі, Буді, Соболівці. В цьому ж році Забуяння разом з навколишніми селами і 5807 десятинами різної землі було куплено С. Т. Єремеєвим, який взяв для цього позику в Київському земельному банку. Потім він продав торговцям-євреям на зруб 5000 десятин лісу до 1 січня 1914 р. Після смерті Єремеєва помістя було визнано банком для публічного продажу. Його придбали різні люди, серед яких — і селянин Аврамчук. У 1907 р. Яків Григорович Хитриченко побудував тут винокурний завод.
У 1910 р. за клопотанням пана М. С. Єремеєва і на його кошти в селі було побудоване нове, значно більше приміщення для школи.
Дерев'яна церква побудована в 1772-му році колишнім поміщиком Каетаном Росцишевським на місці давньої, відомої з 1-ї пол. XVIII століття. Клірові відомості, метричні книги, сповідні розписи церкви Покрови Пресвятої Богородиці с. Забуяння (приписні с. с.* Кодра, Буда Макарівська, Майданівка) Макарівської волості Київського пов. Київської губ. зберігаються в ЦДІАК України.

### Історія освіти в Забуянні
Першу в XIX столітті церковно-приходську школу в Забуянні було відкрито в 1861 році у власному будинку священика місцевої Покровської церкви отця Федора Леонтійовича Синьковського. Спочатку справа початкової освіти вельми гальмувалася тим, що школу було нікому забезпечувати в матеріальному відношенні. Але згодом ситуація змінилася і станом на 1875 рік забуянська школа вже перебувала не в будинку священика, а в «будівлі суспільній». Зазвичай, під цим документи мали на увазі, що наймали для шкільних занять або селянську хату, або ж кімнату сільської управи.
Після виплати місцевими селянами викупних платежів і поступового покращення добробуту і наприкінці 80-х років обзавелася власним приміщенням, у якому перебувала до початку XX століття.
Вже на межі дорадянської епохи приходську школу було закрито і засновано двокласну земську, яка проіснувала тут лише кілька років.
На початку XX ст. учні великої забуянської парафії (до неї належало 8 сіл) перестали поміщатись одній школі і тому церковнопарафіяльні навчальні заклади було відкрито у Майданівці та Кодрі — другому і третьому за числом населення приселках забуянського приходу. Оскільки в Кодрі мешкало чимало представників католицького населення, то тут діяла окрема школа для дітей-католиків.
Серед православних настоятелів забуянської парафії було чимало осіб з досить значним педагогічним досвідом. Наприклад, священик о. Григорій Ісидорович Серговський, що служив у Забуянні на початку 80-х рр. XIX ст., певний час був викладачем Черкаського духовного училища. Ставши священиком у селі Тинівці Таращанського повіту, отримав подяку від київського митрополита за відкриття у своїй парафії школи у власному будинку. Старанно виконував він і обов'язки наставника приходської школи в Забуянні.
Його наступник — батюшка Ісаакій Котляров певний час був вчителем школи у Богуславському монастирі у с. Великій Березянці Таращанського повіту (1873—1876 рр.). Настоятель забуянської Покровської церкви отець Стефан Шереметинський (служив тут наприкінці XIX ст.) мав не лише педагогічний досвід, але й педагогічну освіту, оскільки був випускником Коростишівської педагогічної семінарії і працював учителем на Бердичівщині19".
Проте найбільший досвід вчительської праці був у останнього дореволюційного настоятеля Покровської парафії — отця Іосифа Миколайовича Крижановського. Священик після закінчення Київської духовної семінарії довгих 13 років вчителював у школах Черкащини та Київщини. Це, зокрема, Моринці Звенигородського повіту (батьківщина Т. Г. Шевченка), Гусачівка та Боярка Київського і Вже прийнявши духовний сан, у 1908 р. пастир за 13-літню працю на педагогічній ниві був нагород срібною медаллю на честь 25-літнього ювілею церковнопарафіяльних шкіл. Надалі священик був нагороджений за успішну настоятельську та освітню діяльність в забуянській парафії.
Зберегли документи й імена перших світських вчителів приходської школи села Забуяння. Наприкінці у 80-х роках XIX ст. тут вчителював міщанин Симеон Григорович Коваленко, а на початку XX ст. — Кир Васильович Білинський — випускник Будаївської другокласної школи.
Згідно з цими ж документальними джерелами, добробут школи постійно зростав. Спочатку школу утримує священик на власні кошти. В 70-х роках XIX ст. місцеві селяни стали щороку збирати на шкільні потреби по 20 крб. У 1900 році ця сума становила вже 70 крб. А в 1906 році забуянську школу фінансувала ще й Київська єпархіальна училищна рада, що виділяла щороку для місцевої школи по 120 крб. та земство, котре щороку надавало таку ж суму.
У 1864 році в парафіяльній школі навчалось 7 хлопчиків та 2 дівчинка то в 1900 році відповідно 40 та 8, а в 1906 -55 та 17.
У Забуянні в середині XIX ст. служив священиком дід українського історика М. С. Грушевського.

### Радянський період
Період з 1917 р. по 1920 р. був надзвичайно складним — тривала боротьба за владу: Тимчасовий уряд, центральна влада, більшовики, австро-німецька окупація, повстанці Орлика, петлюрівці, денікінці, білополяки…
1920 року на Макарівщині утвердилася радянська влада. Було обрано ревком та комнезам на чолі з Л. П. Марченком.
19 листопада 1921 р. під час Листопадового рейду у Забуянні зупинилася на ночівлю Подільська група (командувач Сергій Чорний) Армії Української Народної Республіки. Тут відбулася нарада старшин, на якій вирішено вертатися з походу у підпольську Україну.
У 1923 р. було створено комсомольський осередок. В лютому цього ж року 15 родин селян-бідняків на чолі з Л. А. Брацейком об'єдналися в трудову сільськогосподарську артіль «Надія», а в 1924 р. вони організували комуну. Оскільки селяни не бажали йти в колгосп, то їх заганяли силою. Почалася боротьба з так званими «бандитами», людьми, які хотіли працювати на землі самостійно. «Куркулів» висилали до Сибіру, арештовували тих, хто виступав проти колгоспів. З існуючої комуни в 1929 р. утворили колгосп «Першотравневий», а згодом його перейменували у «Третій Вирішальний», який об'єднав понад 300 дворів. Першим головою був Петро Юхимович Євтушенко.
У 1930 р. було заарештовано одноосібників І. Й. Савченка, М. П. Герасименка, Е. О. Брацейка та ін. Лише голод 1932—1933 рр. загнав селян у колгосп. Але вже в 1937 р. були заарештовані та засуджені «трійкою» до розстрілу колгоспники В. Ф. Гвоздиковський, І. М. Герасименко та робітник З. І. Згурський. До ув'язнення були засуджені учитель А. Я. Єрмаченко та ін.
У 1935 р. місцеву школу реорганізовано в середню. Багато молоді з навколишніх сіл там навчалося. В ці ж роки поруч із селом збудована залізнична гілка станцій Спартак-Буян. У Забуяння був проведений телефонний зв'язок і радіо. У 1935 р. вперше демонструвався звуковий фільм «Чапаєв».
Мирну працю та життя забуянців перервала війна. Фронт швидко наближався до Макарівщини. Значну частину чоловічого населення було мобілізовано до Червоної армії. Мирне населення брало участь у спорудженні оборонних укріплень по р. Тетерів. Уже 10 липня 1941 р. німці захопили Макарів та інші села району. Оборону Забуяння та прилеглих територій здійснював 62-й гірсько-стрілецький корпус Червоної армії. Героїчно билися воїни-артилеристи батареї лейтенанта Федоніна, які загинули і поховані в Забуянні.
Для забуянців з кінця липня 1941 р. почався тяжкий період окупації. Школа була закрита та перетворена на відділок поліції, комендатуру та шпиталь. Люди працювали на окупантів, а частина молоді була вивезена на роботи до Німеччини. У 1941 р. в селі під керівництвом командира Червоної армії капітана Миколи Ничипоровича Брацейка (загинув, похований у Забуянні) була створена підпільна група, що мала зв'язки з Київською підпільною організацією «Дніпровець» та партизанським загоном, яким командував капітан Сергій Лаврентійович Лішевський.
У грудні 1942 р. через Забуяння проходив партизанський загін Сабурова, а в 1943 р. діяли месники С. А. Ковпака. У тому ж році був організований місцевий партизанський загін на чолі з колишнім головою сільської ради Миколою Макаровичем Колосом 19 квітня 1943 р. загони Колоса і Лішевського об'єдналися і розгромили гестапівський батальйон та районну поліцію. За допомогу партизанам у Забуянні були розстріляні 57 його мешканців. 76 юнаків та дівчат нацисти забрали до Німеччини. Всю сім'ю у тому числі малолітніх дітей партизанського командира Д. К. Колоса було розстріляно.
6 листопада 1943 р. було звільнено Київ, а через декілька днів — і весь Макарівський район. Війна покотилася далі. У боях з німецько-нацистськими загарбниками воювали близько 300 жителів села, 115 з них, нагороджено за мужність і відвагу орденами та медалями, 131 житель загинув. Ті, хто вижив, поверталися до праці. Зокрема Заглинський Іван Федорович, бойовий шлях якого розпочався в перші дні війни: гіркота відступу Сталінградська битва, участь у десантній Керченській операції, охорона керівництва трьох країн — СРСР, США та Великої Британії під час конференції у Тегерані 1943 р., Львівсько-Сандомирська операція, штурм Берліна; та визволення Праги — ось неповний перелік героя-танкіста із Забуяння! Як результат подвигу — орден Слави III ст., два ордени Червоної Зірки, орден Вітчизняної війни, дві медалі «За відвагу» та багато інших нагород.
З вересня 1944 р. відновила діяльність школа. За короткий період були побудовані близько 60 індивідуальних житлових будинків, сільбуд, дитячі ясла, тваринницькі приміщення колгоспу «Нове життя», сільський клуб на 200 місць, аптека.
Відомий поет Мілевський Флоріан Цезарович родом з Макарівщини також навчався у Забуянській середній школі.
З 1952 р. у селі діє поштове відділення, з 1958 р. — дільнична лікарня з хірургічним, терапевтичним, гінекологічним відділеннями, пологовий будинок. З 1964 р. по 1967 р. головним лікарем медичної установи працював Буренко Георгій Володимирович.
У 1952 р. в Забуянні було встановлено пам'ятник воїнам Радянської армії. У 1966 р. встановлено обеліск на честь жителів села, які загинули від нацистських репресій; у 1967 р. — меморіальні плити з іменами.
У 1958 р. створено колгосп «Україна», яке у березні 2000 р. було реорганізовано в товариство. Найвищих показників господарство досягло за час правління Скубко Людмили Степанівни в 1971—1977 рр.
В «Історії міст і сіл Української РСР» про Забуяння початку 1970-х було подано таку інформацію:

| Забуяння — село, центр сільської Ради, розташоване за 18 км від районного центру та за 3 км від залізничної станції Буян. Населення — 1083 чоловіка. Сільраді підпорядковане село Волосінь. У Забуянні — центральна садиба колгоспу «Україна», що має 4200 га землі, у т ч. орної 1716 га. Господарство спеціалізується на м'ясо-молочному тваринництві і вирощуванні картоплі та льону. Розвинуте садівництво та городництво. Поблизу села є значні поклади торфу, який використовується як паливо і для виготовлення торфо- та мінерально-аміачних добрив. У селі — середня школа з інтернатом, клуб, бібліотека. Працює дільнична лікарня[3]. |
У 1986 р. забуянці прийняли переселенців із зони ЧАЕС. Будівельні бригади з Чернівців та Закарпаття звели 90 будинків, баню, їдальню, дитячий садочок, три магазини, гуртожиток для 127 переселенців.
У 1987 р. було збудовано школу. Нині це загальноосвітня школа I—III ст. З дня відкриття і по сьогодні очолює школу Кошман Іван Євгенович.
З 1987 р. в селі почало працювати Забуянське лісництво.
З 2010 р. сільську раду очолює Потапенко Ніна Михайлівна. Всі села сільської ради газифіковані, вулиці освітлені. В с. Забуяння розпочато будівництво критого ринку, церкви, здійснено великі ремонтні роботи дитячого садочка, амбулаторії, школи.

## Пам'ятки
- Урочище Мутвицьке — ландшафтний заказник загальнодержавного значення.

## Відомі люди
- Гнат Петрович Майстренко — письменник, народився в 1934 р. у Забуянні, похований теж у рідному селі;
- Йосип Сигизмундович Аугліс — механізатор, кавалер ордена Леніна та інших нагород;
- Георгій Володимирович Буренко — доктор медичних наук, професор, працював головним лікарем Забуянської лікарні;
- Володимир Більський — доктор стоматологічних наук, професор, уродженець Забуяння, нині покійний.